# Anastazja Kubiak
Anastazja Kubiak (* 21. Oktober 1966) ist eine ehemalige polnische Fußballspielerin.

## Karriere

### Vereine
Die 165 cm große Kubiak gehörte als Mittelfeldspielerin von 1995 bis 1998 der Frauenfußballabteilung der SG Praunheim an, aus der am 27. August 1998 der eigenständige 1. FFC Frankfurt hervorgegangen ist. In der seinerzeit zweigleisigen Bundesliga belegte ihre Mannschaft am Saisonende den zweiten Platz in der Gruppe Süd, der zur Teilnahme an der Endrunde um die Deutsche Meisterschaft berechtigte. Sie gehörte der Mannschaft an, die am 2. Juni 1996 im Frankfurter Stadion am Brentanobad das Finale um die Deutsche Meisterschaft erreichte – und es vor 3100 Zuschauern mit 0:1 verlor. In der Folgesaison erreichte sie mit ihrer Mannschaft erneut den zweiten Platz, doch nicht das Finale um die Deutsche Meisterschaft. Das in Hin- und Rückspiel ausgetragene Halbfinale gegen Grün-Weiß Brauweiler endete im Gesamtergebnis mit 3:5. Auch in ihrer letzten Saison platzierte sich ihr Verein als Zweiter – in der nunmehr eingleisigen Bundesliga mit insgesamt zwölf Mannschaften. Im Wettbewerb um den DFB-Pokal schied sie mit ihrer Mannschaft zweimal im Achtel- und einmal im Viertelfinale aus diesem vorzeitig aus.
Danach spielte sie für den Bundesligaaufsteiger WSV Wendschott, für den sie in ihren letzten beiden Saisons insgesamt 16 Punktspiele bestritt und ohne Torerfolg blieb. Im DFB-Pokal-Wettbewerb schied sie mit ihrer Mannschaft dreimal in Folge im Viertelfinale aus diesem aus.

### Nationalmannschaft
Kubiak war polnische Nationalspielerin und krönte ihr letztes Länderspiel, das am 16. März 1996 in Krakau mit 3:0 im Testspiel gegen die Nationalmannschaft Österreichs gewonnen wurde, mit ihren beiden Toren zum 1:0 und 3:0 in der 30. und 61. Minute.

## Erfolge
- Zweiter der Deutschen Meisterschaft 1996, DM-Halbfinalist 1997